# 7 Billion Humans
7 Billion Humans (7 мільярдів людей) — відеогра-головоломка, розроблена та видана американською студією Tomorrow Corporation. 23 серпня 2018 року вийшла для Microsoft Windows, macOS, Linux, і 25 жовтня 2018 року — для Nintendo Switch. 25 липня 2021 року гру випущено для Android. Розроблена як продовження Human Resource Machine. Гравці розв'язують головоломки, переміщуючи кілька кубів із даними за допомогою працівників, поведінку яких програмують ігровою мовою програмування.

## Ігровий процес
Подібно до Human Resource Machine, гравець має виконати понад 60 програмних головоломок, в яких зазвичай працівники переміщують кубики з числами. Наприклад, завданням може бути запрограмувати людей упорядкувати числа на кубиках. Мова програмування схожа на мову асемблера, допускає прості цикли, логіку, роботу з пам'яттю та обчислення. Як і в попередній грі, код можна редагувати в текстовій формі за допомогою копіювання та вставлення.
Та сама програма використовується для керування всіма людьми одночасно, дозволяючи кожній людині слідувати своїй індивідуальній логіці в проєкті на основі її поточного стану, наприклад, рухатися ліворуч або праворуч на основі значення на кубику, який вона тримає. Люди виконуватимуть програму, доки не буде досягнуто розв'язання, або поки всі люди не досягнуть кінця програми, а розв'язання досягнуто не буде (в такому випадку гравець має переробити програму). Гравець, з метою налагодження, може переміщуватися програмою і вибрати будь-яку окрему людину та спостерігати за її поведінкою.
Щойно гравець знайде робочий розв'язок для задачі, буде змодельовано 25 додаткових випадків, де випадково змінюються, наприклад, числа на кубиках, що може спричинити збій програми і вимагатиме від гравця додаткових дій. В іншому випадку результат гравця, що враховує кількість кроків програми та кількість секунд (циклів), необхідних для завершення програми, порівнюється із середніми оцінками, визначеними Tomorrow Corporation. Більшість рівнів включають два додаткові завдання: покращити середню кількість кроків та середній час, оптимізувавши програму; іноді це протилежні цілі, і їх не потрібно досягати в одній програмі. Деякі головоломки необов'язкові, для їх розв'язання потрібні складніші методи.

## Сприйняття
| Агрегатор  | Оцінка     |
| ---------- | ---------- |
| Metacritic | NS: 77/100 |

| Видання               | Оцінка |
| --------------------- | ------ |
| Nintendo World Report | 8.5/10 |
| Pocket Gamer          | [ 15 ] |

Загалом критики оцінили гру позитивно. Destructoid назвав гру «роботою… але приємною роботою» і заявив, що, хоча в ній «можуть бути деякі недоліки, які важко нехтувати» (англ. could be some hard-to-ignore faults), загалом «це весело» (the experience is fun). Гаррі Слейтер з Pocket Gamer описав гру як «чудову суміш програмування, гумору та загадок» (a brilliant mixture of coding, humour, and puzzling), оцінивши в 4,5/5 зірок.